# William (prenume)
William este un popular nume de origine germanică. Prenumele William a devenit foarte popular în limba engleză, după Cucerirea normandă a Angliei, în 1066, și a rămas în continuare folosit atât de-a lungul Evului Mediu cât și în epoca modernă. Uneori este abreviat "Wm." Prescurtate, versiunile familiare în limba engleză includ Will, Willy, Willie, Bill și Billy. O formă comună irlandeză a acestui nume este Liam. Forme feminine sunt Willa, Willemina, Willamette, Wilma și Wilhelmina.

## Etimologie
William provine prenumele Wilhelm (conform germanei vechi Wilhelm, în germană Wilhelm și în nordica veche Vilhjálmr). Forma anglo-saxonă ar trebui să fie Wilhelm (deși Cronica anglo-saxonă se referă la William Cuceritorul ca Willelm). Este un cuvânt compus din două elemente distincte: wil = „voință sau dorință” și helm (din engleza veche „coif” sau „cască”).

## Istorie în limba engleză
În limba engleză William provine din limba limba anglo-normandă și a fost transmis în Anglia după Cucerirea normandă din secolul al XI-lea.În curând a devenit cel mai popular nume în Anglia, împreună cu alte nume normande precum Robert (în limba engleză înrudit a fost Hrēodbeorht), Richard, Roger (în limba engleză înrudit a fost Hroðgar), Henry și Hugh, toate de origine germanică, transmise prin utilizarea francezei vechi a normanzilor.
Numele Wilkin este, de asemenea, de origine medievală, format din versiunea prescurtată a lui William (Will) și sufixul „kin”.

## Vezi și
- William